# Bisdom Bunda
Het bisdom Bunda (Latijn: Dioecesis Bundaensis) is een rooms-katholiek bisdom met als zetel Bunda in Tanzania. Het is een suffragaan bisdom van het aartsbisdom Mwanza. Het bisdom werd opgericht in 2010. De hoofdkerk is de Sint-Pauluskathedraal.
In 2018 telde het bisdom 22 parochies. Het bisdom heeft een oppervlakte van 5.530 km². Het telde in 2018 1.276.000 inwoners waarvan 24,3% rooms-katholiek was. 

## Bisschoppen
- Renatus Leonard Nkwande (2010-2019)
- Simon Chibuga Masondole (2021-)